# Сон Харви
«Сон Харви» (англ. Harvey's Dream) — рассказ американского писателя Стивена Кинга, впервые опубликованный в июне 2003 года в журнале «The New Yorker» и изданный в 2008 году в составе сборника «Just After Sunset». На русском языке рассказ опубликован издательством «АСТ» в составе сборника «После заката» в 2011 году.

## Сюжет
В одно субботнее утро за завтраком Харви рассказывает своей жене Дженет про кошмар, который приснился ему утром — одну из их дочерей сбила насмерть машина. Слушая мужа, Дженет отмечает поразительно точные совпадения деталей сна с сегодняшним утром, особенно вмятину на бампере соседской машины. Глядя в окно, женщина также замечает в середине вмятины красное пятно с чем-то, похожим на грязь или клок волос, в центре. Рассказ заканчивается тем, что Харви отвечает на телефонный звонок (то же самое он делал и во сне), скорее всего, подтверждая опасения Дженет, что вещий сон сбылся. 
Точнее, всё рассказанное Харви произошло этим утром в действительности, однако, вытесняя память о неприятном событии, рассказчик (вероятно, под действием наступающей болезни Альцгеймера) счёл это лишь кошмарным сновидением.

## Связь с другими произведениями Кинга
Когда Дженет со смутным отвращением рассматривает сидящего за столом мужа, Харви, она замечает «пожелтевшие мозоли на пальцах, неизменно вызывающие в памяти „Императора мороженого“ Уоллеса Стивенса» (1922). Это стихотворение упоминается и в других произведениях Кинга, в частности — в романах «Жребий» (Salem’s Lot) и «Бессонница», а также в телесериале «Королевский госпиталь» (Kingdom Hospital).
В русском переводе рассказа отсутствует маленькая деталь: фраза «Viva ze bool». Эту же фразу начинает бессознательно употреблять постепенно впадающий в безумие Норман Дэниелс (роман «Роза Марена»), а слово «бул» (bool) — ключевое слово в романе «История Лизи». В рассказе «Сон Харви» фраза «Viva ze bool» мелькает в мыслях Дженет, представляющей возвращение домой в два часа ночи пьяного соседа, который, возможно, только что сбил кого-то своим автомобилем.